# Natalla Haurylenka
Natalla Haurylenka (biał. Натальля Гаўрыленка; ros. Наталья Гавриленко; ur. 13 sierpnia 1986 w Homlu) – białoruska wioślarka.

## Osiągnięcia
- Mistrzostwa Świata – Gifu 2005 – czwórka bez sternika – 3. miejsce[1].
- Mistrzostwa Świata – Gifu 2005 – ósemka – 7. miejsce[1].
- Mistrzostwa Świata – Monachium 2007 – czwórka podwójna – 11. miejsce[1].
- Mistrzostwa Europy – Poznań 2007 – jedynka – 9. miejsce[1].
- Mistrzostwa Świata – Poznań 2009 – czwórka bez sternika – 6. miejsce[1].
- Mistrzostwa Europy – Brześć 2009 – ósemka – 2. miejsce[1].
- Mistrzostwa Europy – Montemor-o-Velho 2010 – czwórka bez sternika – 1. miejsce[1].
- Mistrzostwa Europy – Montemor-o-Velho 2010 – ósemka – 6. miejsce[1].